# Любов извън закона
Любов извън закона (на турски: Hırsız Polis) е турски телевизионен сериал от 2005 година.

## Сюжет
Чънар е красив млад полицай с много добро сърце. Той е верен на работата си, а най-важното нещо в живота му е семейството. Мечтата му е да има деца, но тя бързо се изпарява, когато бракът му започва да се разпада заради огромното желание на съпругата му да принадлежи на по-елитна социална класа.
Чънар се запознава с Мави, докато разследва кражбата на кола. Мигновено е привлечен от нея без да знае, че е крадец. Чувствата на полицая скоро прерастват в любов. От друга страна, Мави няма никакво желание да се влюбва и обвързва, докато не се запознава с Чънар. Когато разбира истинската същност на младата жена, любовта му бързо отстъпва място на гнева. Дали двамата млади ще намерят път един към друг или любовта им е обречена.

## Актьорски състав
- Уур Юджел – Надир Йозкурт „Аксак“
- Тимучин Есен – Комисар Чънар
- Йозлем Дювенджиоолу – Зейнеп Йълмаз „Мави“
- Ерол Гюнайдън – Дурсун
- Серкан Кескин – Комисар Бюнямин
- Расим Йозтекин – Селяхатин
- Ахмет Сарачоолу – Арсен Люпен „Осман“
- Хакан Бояв – Якуп
- Вахиде Перчин – Фуля Ханъм
- Джансу Коч – Юмит Йълмаз
- Мурат Далтабан – Али Ръза Йълмаз „Аръза“
- Ясемин Чонка – Айшегюл
- Даахан Кюлегеч – Джилет
- Асена Кескинджи – Кираз
- Тансу Бичер – Корай
- Озан Гювен – Неджми
- Ипек Билгин – Махиде Ханъм

## В България
В България сериалът започва на 18 септември 2012 г. по bTV и завършва на 11 май 2013 г.